# Marinela Malisic
Marinela Dekic Malisic (født 18. februar 1979 i København, Danmark) er en dansk skuespiller, og deltager af Robinson Ekspeditionen 2003, hvor hun i finalen tabte til Frank Quistgaard og kom på en 2 plads. Hun var en sammen med deltageren Ditte Hapel, en joker i spillet og nåede i alt at få 34 dage på øen.
Marinela har boet en del af sit liv i Montenegro. Hendes forældre kom i 1970'erne til Danmark, hvor Marinela blev født. Som seks-årig flyttede hun ned til sin farmor i det tidligere Jugoslavien for at starte i skole, mens hun i hver ferie blev sendt retur til forældrene. Efter 3. klasse flyttede Marinella hjem til Danmark. Siden hun var lille har hun drømt om at være skuespiller og har blandt andet gennemført en toårig skuespiller-uddannelse på Den Ny Dramaskole efter en 3-årig sproglig studentereksamen. Marinela har siden blandt andet lavet film i Serbien og været frontfigur i en Tuborg-reklame for hvedeøl. Hendes mest kendte rolle er nok i filmen Pusher 3, hvor hun spillede Milena – Zlatko Burics karakters datter.
Marinela har dyrket karate i 11 år samt full contact og kickboksning i syv år. Marinela bor i dag i Gladsaxe ved København.

## Afstemning i 2007
Den 12. juni 2007, blev der startet en afstemning på Ekstrabladet om, hvem der skulle deltage som Robinson-veteran i Robinson Ekspeditionen 2007. 7% af stemerne faldt på hende og hun blev kun overgået af de tidligere deltagere Sonny, Dan Marstrand, Malene Hasselblad og Biker-Jens, der fik 42% af stemerne.

## Filmografi
- Wasteland Tales (2010)
- Rich Kids (2007)
- Pusher 3 - I'm the angel of death (2005)